# Reserve Bank of India
Die Reserve Bank of India (RBI; Hindi: भारतीय रिज़र्व बैंक, Bhāratīya Rizarv Baiṅk) ist die Zentralbank von Indien und verantwortet die Geld- und Währungspolitik für die indische Rupie. Sie wurde am 1. April 1935 als Aktiengesellschaft auf Basis des Reserve Bank of India Act von 1934 gegründet. Nach der Verstaatlichung 1949 nahm sie bis in die 1990er Jahre zahlreiche delegierende Funktionen in der indischen Volkswirtschaft wahr. In den 1990er Jahren wandelte sich die Rolle der in Mumbai residierenden Reserve Bank von einer delegierenden Staatsbank hin zu einer Zentralbank, die den Entwicklungsprozess der sich öffnenden indischen Volkswirtschaft begleiten soll.

## Geschichte

### Gründung
Überlegungen zur Gründung einer indischen Zentralbank hatte es schon zur Zeit der Britischen Ostindien-Kompanie gegeben. Im 19. Jahrhundert wurden jeweils Banken für die drei Präsidentschaften gegründet: die Bank of Bengal (1806 als Bank of Calcutta), die Bank of Bombay (1840) und die Bank of Madras (1843). Überlegungen zur Fusion dieser drei Regionalbanken kamen erneut auf, als das Indian Currency Committee (Fowler Committee) im Jahr 1899 die Insuffizienzen des Bankenwesens in Britisch-Indien aufzeigte, insbesondere die stark fluktuierenden Zinssätze. Im Januar 1921 wurden die Banken der drei Präsidentschaften zu einer einzigen Bank, der Imperial Bank of India fusioniert. In Indien machte die Entwicklung des Geldmarktes nach dem Ersten Weltkrieg die Gründung einer Zentralbank notwendig, um wirtschaftlichen Schwierigkeiten und dem Zusammenbruch von Währungen in einer Reihe von Staaten begegnen zu können. Ein starkes wirtschaftliches Wachstum und damit verbundene steigende Anforderungen an den Finanzsektor waren weitere Herausforderungen, so dass im Jahr 1925 die Royal Commission on Indian Currency and Finance (auch: Hilton Young Commission) eingesetzt wurde. Diese Kommission empfahl die Einrichtung einer unabhängigen Institution, die mit allen Aufgaben, die zur Sicherstellung der monetären Stabilität in Indien nötig waren, betraut werden sollte. Zwei Gesetzesentwürfe (Gold Standard and Reserve Bank Bill) in den Jahren 1927 und 1928 zur Schaffung einer indischen Zentralbank stießen auf Kritik und Widerstände in der Legislative und kamen nicht zur Entscheidung. Ein neuer Entwurf (Reserve Bank of India Bill, 1933) passierte alle gesetzgeberischen Hürden und wurde mit der Unterschrift des Generalgouverneurs und Vizekönigs Freeman Thomas am 6. März 1934 in Kraft gesetzt.
Auf der Grundlage der Planungen gründete sich das Central Board of Directors, das sich bereits am 14. Januar 1935 erstmals getroffen hatte; die RBI als Institution wurde allerdings erst am 1. April desselben Jahres offiziell gegründet. Die gesetzliche Grundlage für diese Gründung bildete der Reserve Bank of India Act, 1934 (II of 1934). Der Hauptsitz der Bank war zunächst in Kalkutta, wurde aber 1937 nach Bombay (heute Mumbai) verlegt.

### 1935–1950
In den ersten Jahren war die RBI eine Aktiengesellschaft, wodurch die weitgehende Unabhängigkeit von der jeweils amtierenden Regierung gewährleistet werden sollte. Weiterhin sollten bürokratische Begrenzungen für die unternehmerische Dynamik im privatwirtschaftlichen Sektor Indiens vermieden werden. Die Bank begann ihre Tätigkeit durch die Übernahme von Funktionen, die bis dahin von der Währungsabteilung der Regierung und von der Imperial Bank of India durchgeführt worden waren. Das war zum einen die Verwaltung der Regierungskonten, und zum anderen wird seitdem das Managen der Zahlungsvorgänge der Zentralregierung über die RBI abgewickelt, ohne diese mit Zinszahlungen oder -forderungen zu beeinflussen.
In dieser frühen Phase der Reserve Bank war vor allem ihre Rolle als Bank des Staates gefragt, was mit den Ereignissen des Zweiten Weltkrieges zusammenhing. Diese Funktion in der englischen Kolonialverwaltung führte dazu, dass die RBI die Kriegsausgaben der Alliierten mitfinanzierte. Das Resultat war ein großes Geldmengenwachstum gegen Devisen. Im Jahr 1938 gab die RBI ihre ersten Banknoten aus. Nach der Unabhängigkeit Indiens von der britischen Kolonialherrschaft 1947, erfolgte zu Beginn des Jahres 1949 die Verstaatlichung der Bank.

### 1950–1960
Nach der Unabhängigkeit Indiens sollte im Land eine sozialistische Planwirtschaft aufgebaut werden. Der erste Fünfjahresplan aus dem Jahr 1951 betonte vor allem die zentrale Bedeutung der ländlichen Regionen für die nationale Wirtschaft. Die Geschäftsbanken waren nicht mit genügend Mitteln ausgestattet, um die Entwicklung in der Landwirtschaft finanziell zu unterstützen, und wurden vielfach nationalisiert. Daher empfahl das All India Rural Credit Survey Committee die Formierung einer staatlich gestützten Bank. Im Juli 1955 wurde somit die Imperial Bank of India in eine staatliche Bank überführt, die State Bank of India.
Auf Basis des Banking Companies Act, 1949 (später umbenannt in Banking Regulation Act) wurde in den 1950er Jahren mit der Bankenaufsicht für Geschäftsbanken eine wichtige Säule der RBI aufgebaut. Dadurch wurde die RBI mit der Aufsicht und Stärkung des bis dahin schwachen und intransparenten Bankensystems betraut. In dieser Zeit kam der RBI aber auch eine wichtige Aufgabe im Rahmen der Geldpolitik zu, da sie dafür verantwortlich war, die nötigen finanziellen Mittel für den Aufbau der Wirtschaft bereitzustellen.

### 1960–1969
Das Scheitern mehrerer Banken zu Beginn der 1960er Jahre machte die Notwendigkeit der Einführung einer Einlagensicherung deutlich, welche am 7. Dezember 1961 in Indien eingeführt wurde. Dies sollte das Vertrauen der Anleger in das Bankensystem stärken und zur Verbesserung der Stabilität und zum Wachstum des Bankensektors beitragen. Die RBI wurde im Jahre 1962 durch Änderung des RBI Act dazu ermächtigt, Informationen über die von den Banken garantierten Fazilitäten zu sammeln.
Die 1960er Jahre waren zudem von der Gründung von staatlich kontrollierten Institutionen geprägt, die langfristige Mittel für die Wirtschaft bereitstellen sollten. Dies war u. a. die Agriculture Refinance Corporation, welche den Geschäftsbanken Refinanzierungsmöglichkeiten bereitstellte und die Unit Trust of India, die Möglichkeiten für Kapitalbeteiligungen für Kleininvestoren schuf. Die Gründung dieser Institutionen wurde von der Etablierung des Schlagworts Developing Banking begleitet und hatte die Förderung der Wirtschaft Indiens zum Ziel. Indira Gandhi errang bei den Wahlen 1966 einen Sieg und leitete nach einer Übergangsphase eine Restrukturierung des Finanzsektors ein.

### 1969–1985
Die indische Regierung verstaatlichte 1969 vierzehn und 1980 sechs Kreditinstitute. Die Gandhi-Administration und ihre Nachfolger regulierten diesen Wirtschaftszweig in den 1970er und 1980er Jahren stark. Die Zentralbank übernahm zahlreiche Funktionen als zentraler Akteur der Bankenlandschaft. Die Kontrolle der Zinssätze, Mindestreserven und Sichteinlagen wurde neu ausgerichtet. Die Maßnahmen zielten auf eine Verbesserung der wirtschaftlichen Entwicklung, was in Abstimmung mit den politischen Vorgaben der Regierung durchgeführt wurde. Diese Interventionspolitik griff tief in die Geschäftspolitik der Branche ein und lenkte Kredite in ausgewählte Wirtschaftssektoren wie die Landwirtschaft und das Kleingewerbe. Um das Filialnetz auszuweiten, wurden Banken zudem gezwungen, für jede neue Niederlassung in einer Stadt zwei Niederlassungen in ländlichen Regionen aufzubauen.
Die Ölkrise im Jahr 1973 hatte durch den drastischen Anstieg des Ölpreises Auswirkungen auf die Arbeit der RBI. Um die damit verbundene Inflation zu regulieren, sah sich die RBI gezwungen, im Rahmen der Geldpolitik einige restriktive Maßnahmen zu ergreifen, die den Geldumlauf einschränken sollten.

### 1985–1991
Die Jahre 1985 bis 1991 waren von der Gründung zahlreicher Kommissionen geprägt, die Untersuchungen auf den unterschiedlichsten Gebieten der Wirtschaft vornahmen und damit die Arbeit der RBI beeinflussten. Dies waren beispielsweise das Board for Industrial and Financial Reconstruction, das Indira Gandhi Institute of Development Research oder das Security & Exchange Board of India. Während sich die beiden ersteren eher mit der Untersuchung der Wirtschaft im Allgemeinen auseinandersetzten, ging es dem Security & Exchange Board of India vor allem darum, ein System zur Verbesserung der Sicherheit der Märkte und des Investorenschutzes zu entwickeln. Real entsprach der indische Finanzsektor in den Jahren vor der Reform dem klassischen Bild einer "financial repression" (Mackinnon und Shaw).
Es wurden weitere Institutionen gegründet, die eine Ausweitung der Aufgaben im Bankensektor zur Folge hatten. So begann im April 1988 das Discount and Finance House of India seine Geschäfte auf dem Geldmarkt und im Juli des gleichen Jahres öffnete die National Housing Bank, die auf dem Gebiet der Immobilienfinanzierung tätig war. Durch ein Gesetz aus dem Jahr 1988 wurde auch das Schecksystem in Indien stark ausgebaut. Das Gesetz sollte durch Strafen auf den Missbrauch von Schecks die Bezahlung per Scheck fördern.

### 1991–2000
Im Juli des Jahres 1991 kam es im Zuge einer gesamtwirtschaftlichen Krise zu einer starken Abwertung der Indischen Rupie. Sie verlor insgesamt 18 % gegenüber dem US-Dollar. Der Bericht des Narsimahmam Committee empfahl daraufhin weitreichende Reformen im indischen Bankensektor. Diese beinhalteten u. a. eine phasenweise Reduzierung des Mindestreservesatzes und der Statutory Liquidity Ratio (Menge, die eine Bank in Form von Bargeld, Gold oder geprüften Sicherheiten halten muss). Im Jahr 1993 wurden Richtlinien für die Einrichtung eines privaten Bankensektors herausgegeben. Dies läutete eine neue, oft als neo-liberal bezeichnete, Politik mit dem Ziel der Wettbewerbsverstärkung ein. So wurden z. B. die Zinssätze der Banken dereguliert und verschiedene Segmente der Kreditmärkte, inklusive des Kreditkartenmarktes und der Anleihenmärkte für Immobilien, weniger restriktiv geregelt. Der Erfolg der ersten Phase führte 1998 zu einer weiteren Liberalisierung und Diversifizierungs- und Privatisierungsbestrebungen der Eigentümerstrukturen.
Im Juni 1994 nahm die indische Börse (National Stock Exchange of India) ihre Arbeit auf. Im Folgemonat wurde es den verstaatlichten Banken gestattet, ihre Kapitalbasis durch Zugriff auf den Kapitalmarkt zu stärken. Im Februar 1995 wurde die Bharatiya Reserve Bank Note Mudran Limited als Tochtergesellschaft der RBI gegründet, die im Juni mit dem Druck von Banknoten begann.

### Ab 2000
Im Juni 2000 trat der Foreign Exchange Management Act von 1999 in Kraft. Er hat das Ziel, den ausländischen Handel und Auslandszahlungen zu erleichtern, sowie die Einführung und Aufrechterhaltung des Devisenmarktes zu fördern. Die RBI versuchte in den letzten Jahren kontinuierlich die Finanzmärkte weiterzuentwickeln und den Finanzsektor zu stärken, vor allem durch technische Innovationen. So wurde im Jahr 2001 das Internetbanking in Indien eingeführt, und 2004 und 2005 wurde ein modernes Zahlungssystem in Betrieb genommen. Im Januar 2006 wurde die Security Printing & Minting Corporation of India Ltd. durch den Zusammenschluss von neun verschiedenen Münzprägeanstalten und Druckereien gegründet. Das im staatlichen Besitz befindliche Unternehmen ist seitdem unter anderem für den Druck der Banknoten und die Prägung der Münzen zuständig.
Nach dem Abrutschen der indischen Volkswirtschaft auf ein Wirtschaftswachstum von 5,8 % im vierten Quartal 2008–2009 im Zuge der Finanzkrise ab 2007 förderte die indische Zentralbank die volkswirtschaftliche Entwicklung.
Außerordentliche Belastungen kamen auf die Bank zu, als ein Großteil der in Indien zirkulierenden Geldmenge im Rahmen der von Premierminister Narendra Modi am 8. November 2016 verkündeten Demonetisierung abrupt entwertet wurde.

## Aufbau der RBI

### Central Board of Directors
Die Angelegenheiten der RBI werden im Central Board of Directors (CBD) geregelt. Dieses bildet das oberste Entscheidungsgremium der RBI und setzt sich aus höchstens 20 Mitgliedern zusammen, die von der Regierung Indiens für einen Zeitraum von vier Jahren eingesetzt werden. Es besteht aus den offiziellen Direktoren, das sind ein Gouverneur und bis zu vier Vizegouverneure, und zusätzlich nominiert die Zentralregierung aus jeder der vier Regionalvertretungen der Bank einen Direktor für den Vorstand. Außerdem werden zehn Direktoren aus unterschiedlichen Feldern der Gesellschaft direkt ernannt und die Regierung entsendet einen Regierungsbeamten. Die Nominierung der Mitglieder durch die Regierung zeigt die Abhängigkeit der RBI von der indischen Regierung.
Derzeit sind im Vorstand nur drei Vizegouverneure vertreten, womit sich das CBI momentan aus folgenden 19 Mitgliedern zusammensetzt:
| Name                 | Funktion                                     |
| -------------------- | -------------------------------------------- |
| D. Subbarao          | Gouverneur                                   |
| Shyamala Gopinath    | Vizegouverneurin                             |
| Usha Thorat          | Vizegouverneurin                             |
| K. C. Chakrabarty    | Vizegouverneur                               |
| Y. H. Malegam        | Regionalvertreter (West)                     |
| Suresh D. Tendulkar  | Regionalvertreter (Ost)                      |
| U. R. Rao            | Regionalvertreter (Nord)                     |
| Lakshmi Chand        | Regionalvertreter (Süd)                      |
| H. P. Ranina         | Anwalt Supreme Court of India                |
| Ashok Sekhar Ganguly | Vorsitzender Firstsource Solutions Limited   |
| Azim Premji          | Vorsitzender WIPRO Limited                   |
| Kumar Mangalem Birla | Vorsitzender Aditya Birla Group of Companies |
| Shashi Rajagopalan   | Beraterin speziell im Rechnungswesen         |
| Suresh Neotia        | ehem. Vorsitzender Ambuja Cement Co.         |
| A. Vaidyanathan      | Volkswirtschaftler, Madras Institute         |
| Man Mohan Sharma     | Chemiker, Mumbai University                  |
| D. Jayavarthanavelu  | Vorsitzender Lakshmi Machine Works Limited   |
| Sanjay Labroo        | Geschäftsführer Asahi India Glass Ltd.       |
| Ashok Chawla         | Regierungsvertreter                          |

### Gouverneure der RBI
| Amtszeit              | Name                          |
| --------------------- | ----------------------------- |
| 01.04.1935–30.06.1937 | Osborne Smith                 |
| 01.07.1937–17.02.1943 | James Braid Taylor            |
| 11.08.1943–30.06.1949 | Chintaman Dwarkanath Deshmukh |
| 01.07.1949–14.01.1957 | Benegal Rama Rau              |
| 14.01.1957–28.02.1957 | K. G. Ambegaonkar             |
| 01.03.1957–28.02.1962 | H. V. R. Iyengar              |
| 01.03.1962–30.06.1967 | Paresh Chandra Bhattacharya   |
| 01.07.1967–03.05.1970 | Lakshmi Kant Jha              |
| 04.05.1970–15.06.1970 | Bhaskar Namdeo Adarkar        |
| 16.06.1970–19.05.1975 | S. Jagannathan                |
| 19.05.1975–19.08.1975 | N. C. Sen Gupta               |
| 20.08.1975–02.05.1977 | K. R. Puri                    |
| 02.05.1977–30.11.1977 | M. Narasimham                 |
| 01.12.1977–15.09.1982 | Indraprasad Gordhanbhai Patel |
| 16.09.1982–14.01.1985 | Manmohan Singh                |
| 15.01.1985–04.02.1985 | Amitav Ghosh                  |
| 04.02.1985–22.12.1990 | R. N. Malhotra                |
| 22.12.1990–21.12.1992 | S. Venkitaramanan             |
| 22.12.1992–21.11.1997 | C. Rangarajan                 |
| 22.11.1997–06.09.2003 | Bimal Jalan                   |
| 06.09.2003–05.09.2008 | Y. Venugopal Reddy            |
| 05.09.2008–04.09.2013 | D. Subbarao                   |
| 04.09.2013–19.09.2016 | Raghuram Rajan                |
| 19.09.2016–10.12.2018 | Urjit Patel                   |
| seit 12.12.2018       | Shaktikanta Das               |

In der Geschichte der RBI gab es bisher 25 Gouverneure. Am 12. Dezember 2018 übernahm Shaktikanta das Amt, nachdem sein seit 2016 amtierender Vorgänger Urjit Patel am 10. Dezember 2018 überraschend seinen sofortigen Rücktritt eingereicht hatte.

### Regionalvertretungen
Neben dem Vorstand verfügt die RBI über vier Regionalvertretungen in den Regionen Nord, Süd, West und Ost. Die Vertretungen haben ihren Sitz in Neu-Delhi, Chennai, Mumbai und Kalkutta. Jede Regionalvertretung besteht aus fünf Mitgliedern, die – wie auch das CBD – für vier Jahre von der Regierung ernannt werden.
Die Regionalvertretungen haben folgende Aufgaben:
- Beratung des Central Board auf Directors in regionalen Angelegenheiten
- Vertretung der Interessen der lokalen Banken
- Wahrnehmung weiterer Aufgaben, die vom Vorstand delegiert werden

### Board of Financial Supervision
Im November 1994 wurde das Board of Financial Supervision (BFS) als Komitee des Central Board auf Directors eingesetzt. Es setzt sich aus vier seiner Mitgliedern zusammen, die für einen Zeitraum von zwei Jahren benannt werden. Der Vorsitzende ist auch hier der Gouverneur und die Vizegouverneure sind von Amts wegen Mitglieder des BFS.
Das primäre Ziel des BFS ist die Überwachung des Finanzsektors, der aus den Geschäftsbanken, den finanziellen Institutionen und Finanzdienstleistern, die nicht zu den Banken zählen, zusammensetzt.
Einige Aufgaben, die der BFS im Rahmen dieses Ziels verfolgt, sind:
- die Restrukturierung des Systems von Bankinspektionen
- Einführung von externer Überwachung
- Stärkung der Rolle von gesetzlichen Prüfern
- Stärkung des internen Schutzes von überwachten Institutionen

## Aufgaben
Die Präambel beschreibt ihre Funktion als Zentralbank folgendermaßen:
„…to regulate the issue of Bank Notes and keeping of reserves with a view to securing monetary stability in India and generally to operate the currency and credit system of the country to its advantage.“
Die Politik der RBI baut auf den folgenden drei Zielen auf:
- Preisniveaustabilität
- angemessenes Wirtschaftswachstum (durch Sicherstellung der Verfügbarkeit von Krediten)
- Sicherstellung der finanziellen Stabilität

Daraus ergeben sich folgende Aufgaben:

### Geldpolitik
| Zinssatz                                                    | Höhe            |
| ----------------------------------------------------------- | --------------- |
| Europäische Zentralbank (gültig ab: 12. März 2025)          |                 |
| Einlagesatz (deposit facility rate)                         | 2,50 %          |
| Hauptrefinanzierungssatz (main refinancing operations rate) | 2,65 %          |
| Spitzenrefinanzierungssatz (marginal lending facility rate) | 2,90 %          |
| Schweizerische Nationalbank (gültig ab: 13. Dezember 2024)  |                 |
| SNB Leitzins                                                | 0,50 %          |
| Federal Reserve System (gültig ab: 19. Dezember 2024)       |                 |
| Federal-Funds-Rate-Zielband                                 | 4,25 bis 4,50 % |
| Primary Credit Rate                                         | 4,50 %          |
| Bank of Japan (gültig ab: 27. Januar 2025)                  |                 |
| Overnight Call Rate                                         | 0,50 %          |
| Bank of England (gültig ab: 6. Februar 2025)                |                 |
| Official Bank Rate                                          | 4,50 %          |
| Chinesische Volksbank (gültig ab: 21. Oktober 2024)         |                 |
| Diskontsatz (one-year lending rate)                         | 3,10 %          |
| Reserve Bank of India (gültig ab: 7. Februar 2025)          |                 |
| Repo rate                                                   | 6,25 %          |

Die Formulierung, Steuerung und Überwachung der Geldpolitik ist eine Aufgabe der RBI. Als Zentralbank verfolgt sie im Rahmen der Geldpolitik zwei grundlegende Ziele. Zum einen soll die Preisniveaustabilität garantiert und zum anderen soll der Fluss von Krediten in produktive Wirtschaftssektoren sichergestellt werden. Die indische Wirtschaft hängt stark vom öffentlichen Sektor ab, deshalb betrieb die Zentralbank seit den Reformen im Finanzsektor in den 1990er Jahren eine expansive Geldpolitik, die den privaten Sektor stützen sollte.
Die RBI entscheidet über den Umfang und den Wert der Banknoten, die jährlich gedruckt werden. Die Menge der zu druckenden Banknoten ist dabei von der Nachfrage nach Banknoten abhängig. Die RBI schätzt diese Nachfrage auf der Basis von Daten zur Inflation, dem Wachstum des Bruttoinlandsprodukts, dem Ersatz von zerstörten Banknoten und den benötigten Reservebestände der Zentralbank. Dabei kommen statistische Modelle zum Einsatz. In Absprache mit der indischen Regierung entscheidet die RBI auch über das Design der Banknoten, einschließlich deren Sicherheitsmerkmale.
Die Banknoten werden über die 18 Emissionshäuser der RBI ausgegeben, die direkt von den Druckereien beliefert werden. Für die Zerstörung unbrauchbarer Banknoten ist ebenfalls die RBI zuständig. Die Menge der zu prägenden Münzen wird durch die indische Regierung bestimmt, die hierbei von der RBI beraten wird.

### Finanzmarktaufsicht
Es ist ein Ziel der RBI, im Rahmen der Finanzmarktaufsicht das öffentliche Vertrauen in den Finanzmarkt aufrechtzuerhalten. Es sollen sowohl die Interessen der Anleger geschützt werden als auch der Öffentlichkeit kostengünstige Bankdienstleistungen angeboten werden. Um diese Ziele umsetzen zu können, legt die RBI Rahmenbedingungen für die Tätigkeit auf dem Finanzmarkt fest, in denen sich die Banken und andere Finanzinstitutionen bewegen müssen. Die RBI verfügt über eine Beschwerdestelle (Office of Banking Ombudsman), welche die Beschwerden von Kunden über den Bankenservice bearbeiten. Die Aufsichtigung über private und staatliche Banke findet in einer de jure vom Staat unabhängigen Tradition statt.

### Verwaltung der Währungsreserven
Die Aufgaben in der Verwaltung der Währungsreserven beruhen auf dem Foreign Exchange Management Act von 1999. Um externen Handel und Zahlungen zu ermöglichen, ist die Steuerung des Devisenmarktes in Indien eine Aufgabe der RBI. Im Jahr 2006, dem weltweit höchsten Währungsreserven vorhanden waren, verfügte Indien über 171 Mrd. US-Dollar dieser Geldmittel.

### Entwicklungsrolle
Neben den „üblichen“ Aufgaben einer Zentralbank, übernimmt die RBI auch eine wichtige Rolle bei der Unterstützung der Regierung. RBI und Regierung arbeiten in Indien eng zusammen und sind seit der Verstaatlichung der RBI eng miteinander verbunden, was sich auch aus der Bestimmung der Mitglieder der RBI durch die Regierung zeigt. Die RBI führt Funktionen aus, welch die nationalen politischen Ziele unterstützen sollen, hierzu gehört auch die Steuerung der Kredite in bestimmten Wirtschaftszweige. Dabei sieht sich die Zentralbank starken inter-sektoralen und lokalen Persistenzen gegenüber, die zu einem Gutteil aus der starken Rolle des öffentlichen Sektors resultieren.

### Staatsbank
Die RBI handelt als Bank des Staates auf Basis des Reserve Bank of India Act von 1934 und ist somit verpflichtet, die Bankgeschäfte der indischen Staatsregierung und der Regierungen der einzelnen Bundesstaaten zu regeln und auszuführen. In ihrer Funktion als Bank der Banken führt die RBI für alle regulären Banken Bankkonten. Im Jahr 1988 wurde mit der National Housing Bank (NHB) eine Tochtergesellschaft gegründet, die den privaten Immobilienerwerb (Private housing finance) unterstützen soll. Im Gegensatz zur Fed oder der Bank of Japan bilanziert die Reserve Bank of India preisbedingte Wertentwicklungen gemäß dem lower of book or market value-Prinzip in der konservativen Tradition der Zentralbankbilanzierung und unterteilt bis heute, auf Empfehlung der Hilton-Young-Kommission von 1926 für das Zentralbankgesetz, ihre Bilanz in die Bereiche Issue Department, das für die reale Geldmenge zuständig ist, und das Banking Department für alle anderen Zentralbankaufgaben.